# Haplothysanus leviceps
Haplothysanus leviceps är en mångfotingart som beskrevs av Carl Graf Attems 1910. Haplothysanus leviceps ingår i släktet Haplothysanus och familjen Odontopygidae. Inga underarter finns listade i Catalogue of Life.